# Raucourt
Raucourt ist eine französische Gemeinde mit 232 Einwohnern (Stand 1. Januar 2022) im Département Meurthe-et-Moselle in der Region Grand Est (bis 2015 Lothringen). Sie gehört zum Arrondissement Nancy und zum Kanton Entre Seille et Meurthe.

## Geografie
Die Gemeinde Raucourt liegt zehn Kilometer östlich von Pont-à-Mousson an der Grenze zum Département Moselle.

## Geschichte
Raucourt war von 1871 bis 1914 französischer Grenzort nach Deutschland an der Straße von Nomeny nach Metz.

### Bevölkerungsentwicklung

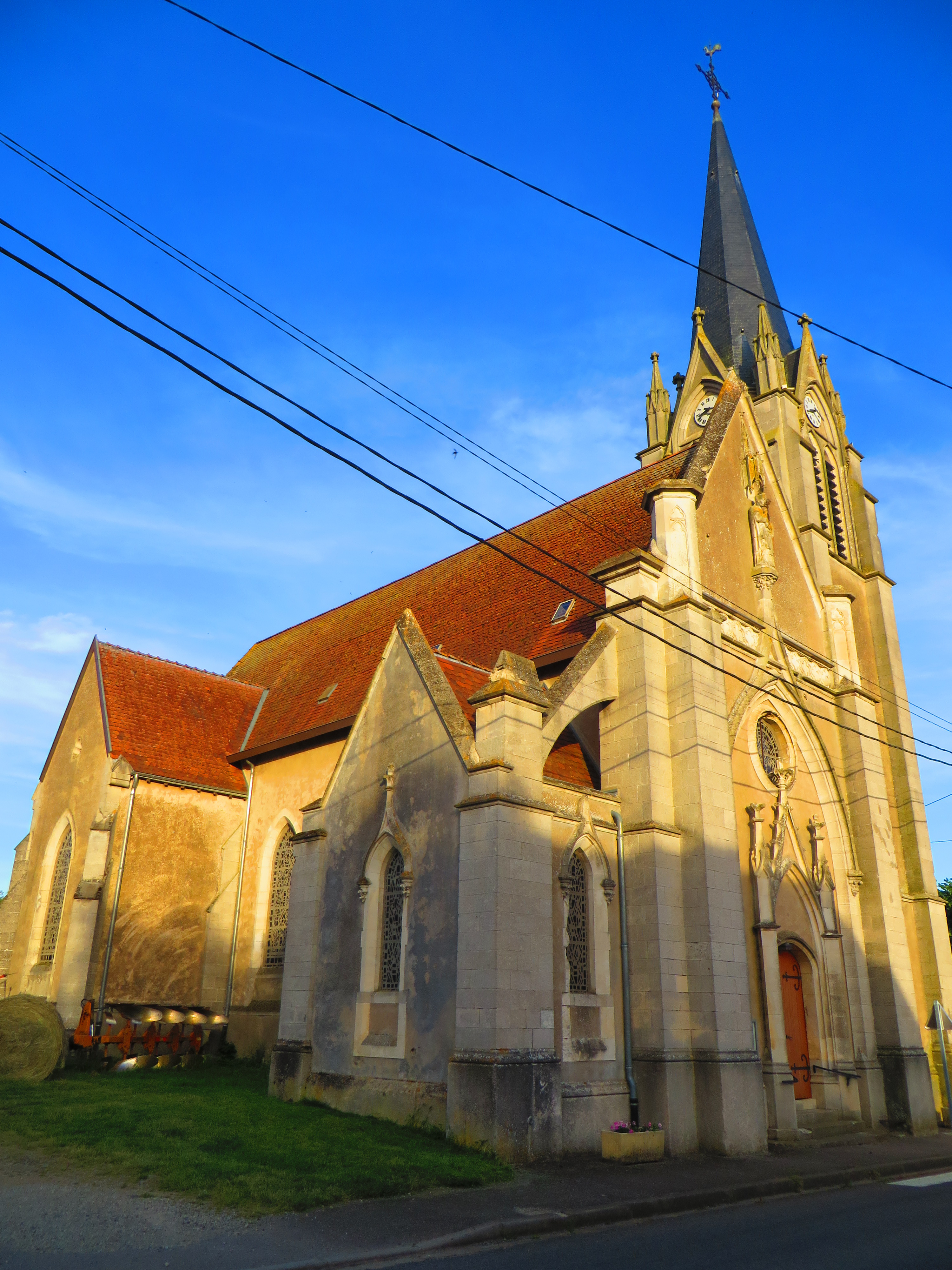
Kirche Saint-Martin

| Jahr      | 1962 | 1968 | 1975 | 1982 | 1990 | 1999 | 2007 | 2019 |
| Einwohner | 137  | 148  | 167  | 164  | 168  | 168  | 185  | 222  |